# Angustidòntids
Els angustidòntids (Angustidontidae) són és una família extinta de crustacis eucàrides i els únics representants de l'ordre Angustidontida. Van ser depredadors que mesuraven entre 4 i 9 centímetres de longitud i van viure durant els períodes tardans de Devonià i Carbonífer.
Van ser alguns dels primers eucàrides a desenvolupar maxil·lípedes, modificats a partir del primer o segon toracòpode.

## Gèneres
- Angustidontus (†)
- Schramidontus (†)